# فروشگاه حیوانات خانگی

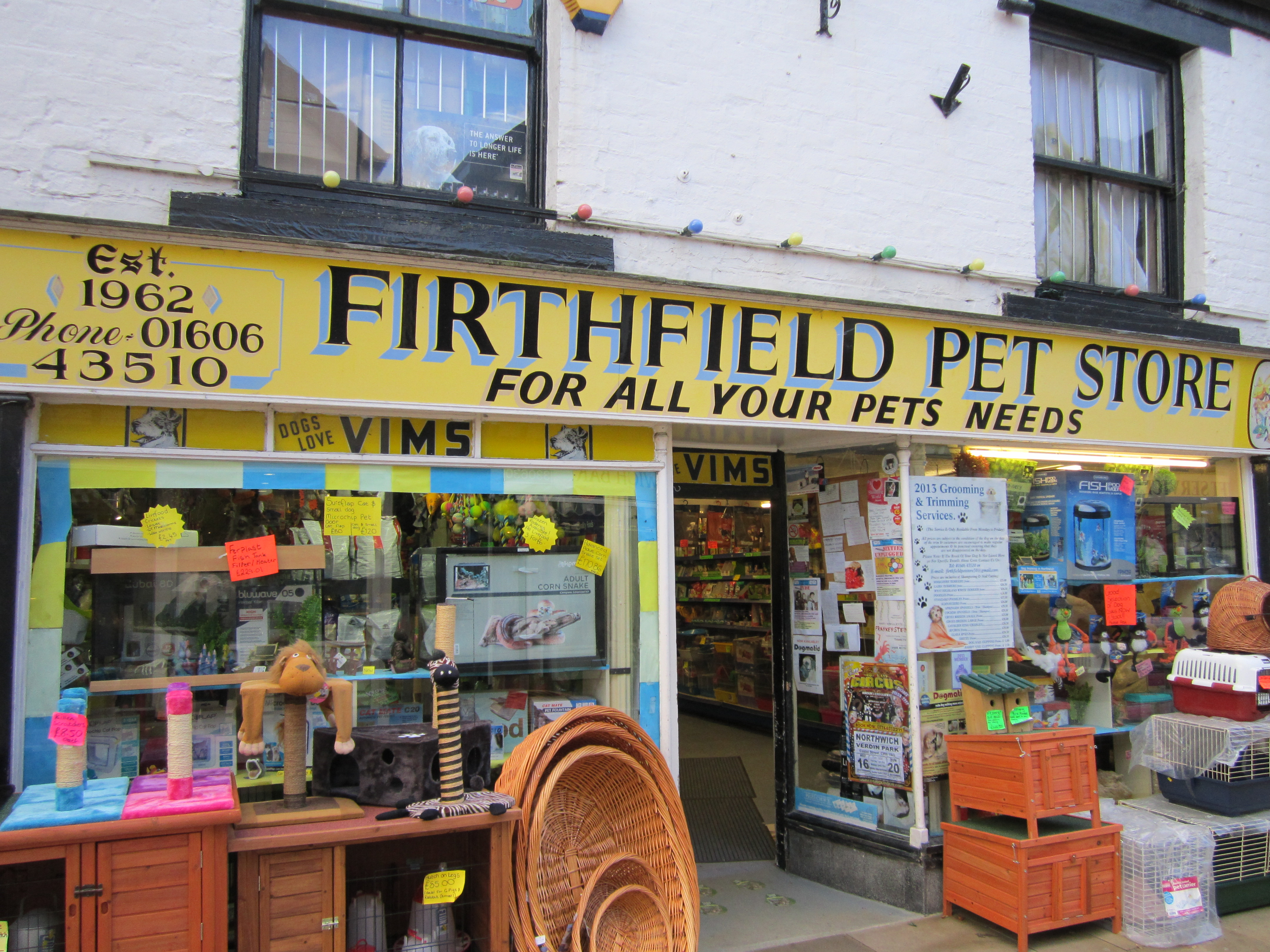
لوازم حیوانات خانگی چیده شده روبه‌روی ویترین پت‌شاپ

فروشگاه حیوان خانگی یا پت شاپ (به انگلیسی: Pet shop)، یک تجارت خرده‌فروشی است که جانوران و منابع مراقبت از حیوانات خانگی را به همگان می‌فروشد. انواع لوازم جانوران و لوازم جانبی حیوانات خانگی نیز در پت شاپ‌ها به فروش می‌رسد. محصولات فروخته‌شده عبارتند از: غذا، خوراکی، اسباب‌بازی، قلاده، افسار، بستر گربه، قفس و آکواریوم. برخی از فروشگاه‌های حیوانات خانگی خدمات حکاکی برچسب‌های حیوان خانگی را نیز ارائه می‌کنند که در صورت گم شدن حیوان خانگی، اطلاعات تماس مالک را دارند. برخی از پت‌شاپ‌ها خدمات پزشکی و بهداشتی نیز برای حیوانات خانگی ارائه می‌دهند. این خدمات شامل واکسیناسیون، بررسی‌های پزشکی و مشاوره‌های پزشکی و بهداشتی است.

## فروشگاه‌های حیوان خانگی آنلاین

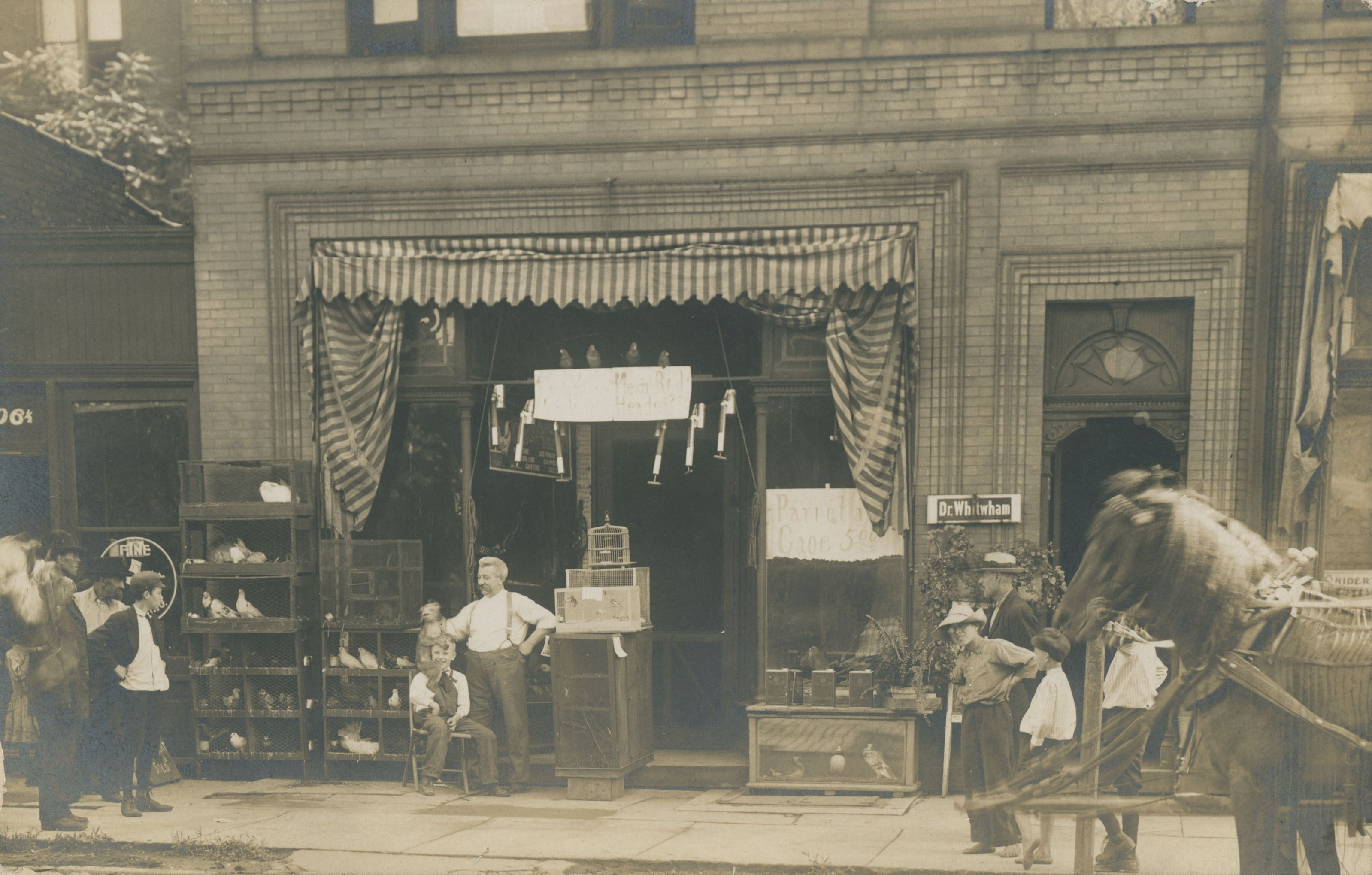
فروشگاه قدیمی حیوانات خانگی

بسیاری از فروشگاه‌های حیوانات خانگی محصولات خود را به‌صورت برخط نیز عرضه می‌کنند. با در نظر داشتن این نکته که سهولت خرید یک عامل انگیزشی کلیدی برای خرید از فروشگاه‌های حیوانات خانگی آنلاین است، شمار خانوارهای که در ایالات متحده آمریکا محصولات مراقبت از حیوانات خانگی را به‌صورت آنلاین تهیه می‌کنند در سال ۲۰۱۸ برابر با ۱۳ میلیون خانوار بوده است. از دیگر مزایای خرید آنلاین می‌توان به قیمت‌گذاری رقابتی و ارزش مناسب به‌علت پیشنهادهای ارائه‌شده برای ارسال رایگان اشاره کرد. تا سال ۲۰۱۷، بازار آنلاین محصولات مراقبت از حیوانات خانگی در آمریکای شمالی  در مقایسه با سایر مناطق جهان، بزرگ‌ترین سهم را به خود اختصاص داده بود. بیش از ۱⁄۳ از تمامی خریدهای آنلاین انجام شده در این بازار در ایالات متحده از پت‌اسمارت انجام شده‌اند و محبوب‌ترین محصول خریداری‌شده از این فروشگاه نیز غذای خشک سگ بوده است. در سال ۲۰۱۷ فروش آنلاین محصولات مراقبت از حیوانات خانگی حدود ۳٫۴ میلیارد دلار رشد داشت؛ در حالی که فروشگاه‌های فیزیکی سنتی تنها ۳۱۷ میلیون دلار رشد را در فروش خود تجربه کردند.
تا سال ۲۰۱۸، نسل هزاره بزرگ‌ترین نسلی بوده‌اند که در خانهٔ خود یک حیوان خانگی داشته‌اند. تعداد افرادی که خرید محصولات مرتبط با حیوانات خانگی نظیر اسباب‌بازی، لوازم جانبی و غذا به‌صورت آنلاین را ترجیح می‌دهند، اما تمایل به خرید برخی دیگر از محصولات نظیر خوراکی‌های تشویقی، جای خواب حیوان و پوشاک در فروشگاه‌های فیزیکی دارند، هفتاد و هفت درصد گزارش شده‌است.
فروش حیوانات خانگی در ایالات متحده تنها ۶٪ از بازار حیوانات خانگی و محصولات مرتبط را به خود اختصاص داده‌است و بیشترین سهم از این بازار در اختیار لوازم جانبی و کالاهای تجاری است.

## کشورها

### در ایران

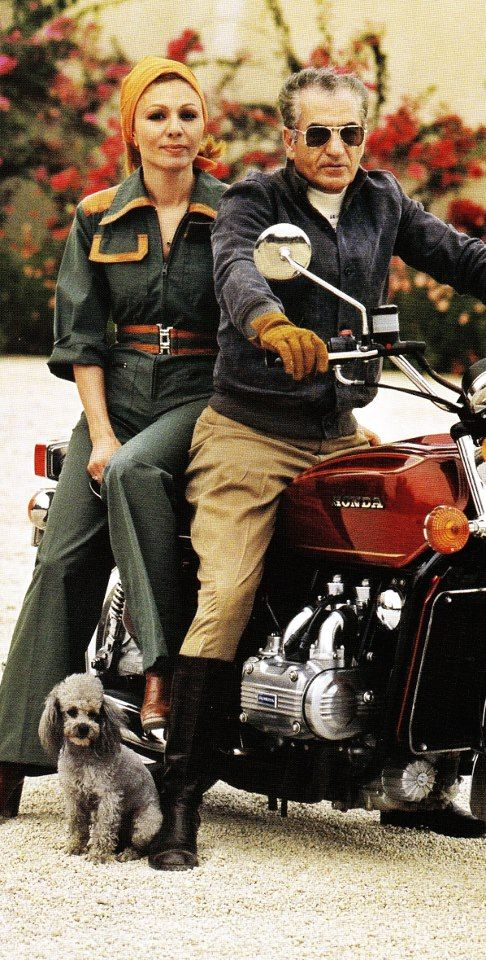
محمدرضا پهلوی و فرح دیبا سواربر موتورسیکلت همراه با یک سگ

فعالیت فروشگاه‌های حیوانات خانگی و خرید و فروش حیوانات و لوازم مرتبط با آن‌ها در ایران با فراز و نشیب‌های روبرو بوده است.
در خرداد ۱۳۹۸ واردات خوراک سگ و گربه به ایران از سوی وزارت صنعت، معدن و تجارت ممنوع اعلام شد. در اوایل مرداد ۱۴۰۱ مطابق با دستور قرارگاه عفاف و حجاب اصفهان، اعطای مجوز تأسیس برای کلینیک‌های حیوانات خانگی و فروشگاه‌های لوازم حیوانات خانگی در اصفهان ممنوع شد. در ۳۰ مرداد همان سال نیز یک فروشگاه لوازم حیوانات خانگی در شیراز به‌دلیل «تتوی یکی از فروشندگان» پلمب شد.
با این حال، اقداماتی برای ساماندهی خرید و فروش غیر مجاز حیوانات خانگی نیز در ایران انجام شده‌است. در تیر ۱۴۰۱، تجمعاتی که در یکی از مناطق تهران برای خرید و فروش حیوانات انجام می‌شد، به‌علت جلوگیری از «شیوع بیماری‌های مشترک و قابل انتقال از حیوان به انسان» ممنوع اعلام شد. در ۲۵ مرداد همان سال نیز وبگاه دیوار درج آگهی در این وبگاه برای فروش حیوانات خانگی را ممنوع کرد و اعلام کرد که تنها درج آگهی واگذاری مجاز خواهد بود. این وبگاه همچنین محدودیت‌های از جمله ممنوعیت برای واگذاری حیواناتی با سن کمتر از دو ماه اعمال کرد.
به گزارش نادیا آهنجان در وبگاه اقتصاد بازار، تا اواخر سال ۱۴۰۰ هزینهٔ نگهداری از حیوانات خانگی در ایران از «۵۰۰ هزار تومان تا ده‌ها میلیون تومان» در ماه بوده است. به گفتهٔ آهنجان، در سال ۱۳۹۵ و پس از امضای توافق برجام، واردات این محصولات با ۲۵٪ افزایش نسبت به ۲۰۷۲ تن در سال ۱۳۹۴، به ۲۶۰۰ تن رسیده است. به گفتهٔ سید مهدی نیازی، مدیر کل دفتر مقررات صادرات و واردات وزارت صمت، ارزش واردات خوراک سگ و گربه در سال ۱۳۹۶ برابر با ۱۰ میلیون دلار و در سال ۱۳۹۷ برابر با ۷ میلیون دلار بوده و به‌گفتهٔ آهنجان در سال ۱۳۹۸ به ۱٬۵۷۰ تن به ارزش ۳٫۵ میلیون دلار کاهش یافته است. پس از ممنوعیت واردات این کالاها در سال ۱۳۹۸، آماری برای واردات آن‌ها در سال ۱۳۹۹ در گمرک ایران ثبت نشده است، اما در ۹ ماههٔ نخست سال ۱۴۰۰، ۶۱ تن خوراک سگ و گربه به ارزش ۱۵۰ هزار دلار به ایران وارد شده است. آهنجان وجود «انبوهی از غذای سگ و گربه» در فروشگاه‌های حیوانات خانگی تهران با وجود این آمار واردات در سال ۱۴۰۰ را نشانه‌ای از ادامه داشتن قاچاق این کالاها می‌داند.

### دریافت جواز کسب پت‌شاپ
در اکثر موارد و قوانین صنفی در ایران، استفاده از نام یا بنر انگلیسی برای پت‌شاپ‌ها محدود یا ممنوع است، به خصوص وقتی که اتحادیه مربوطه یا شهرداری تاکید دارد نام باید فارسی باشد. مابقی قوانین دریافت جواز کسب پت‌شاپ مانند دیگر صنف‌ها است که شامل برخی مدارک و مستندات (مانند کپی شناسنامه، کارت ملی و سند/اجاره‌نامه ملک تجاری) می‌شود.

## لوازم پت‌شاپ

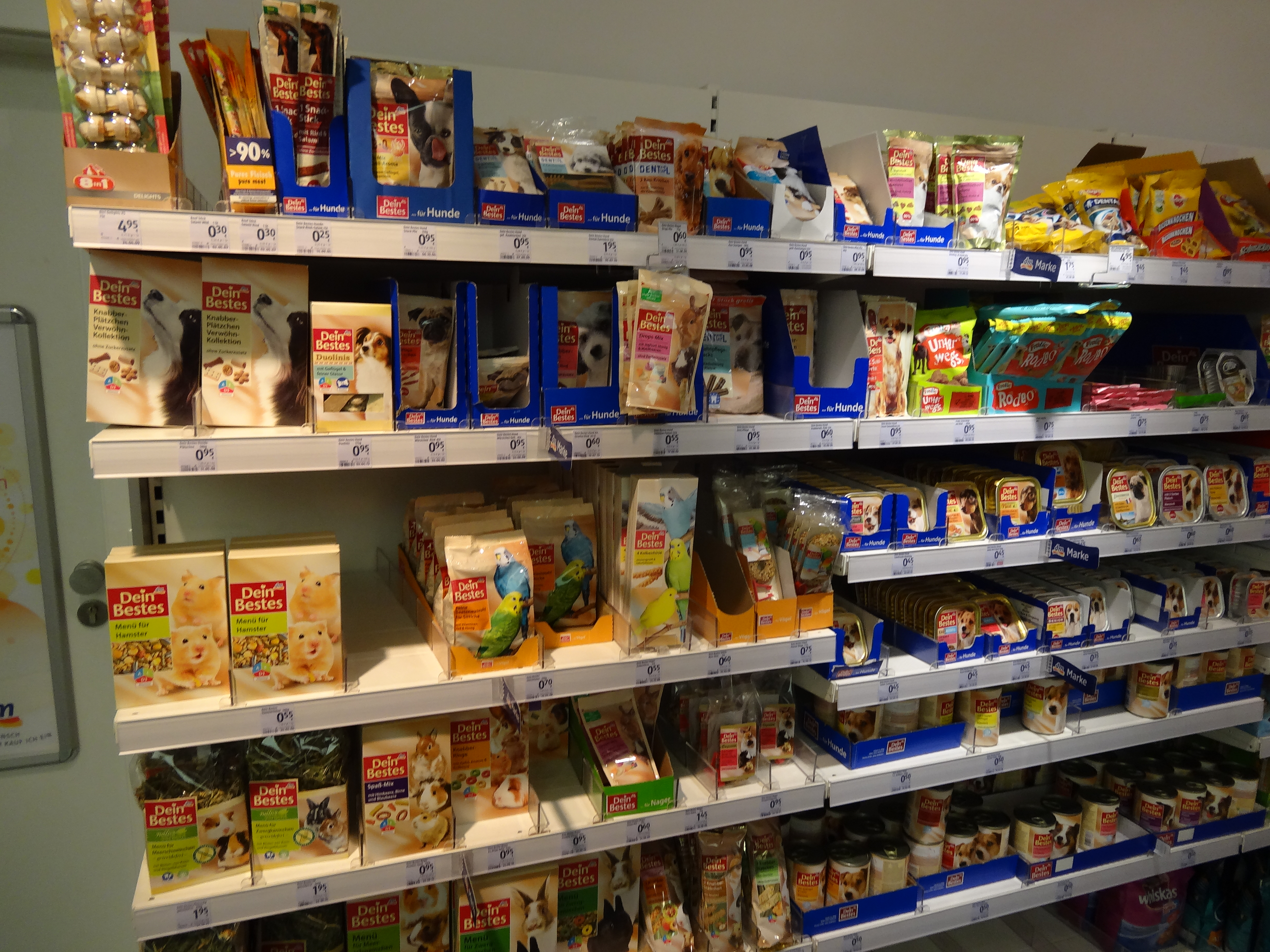
قفسه‌های فروش خوراک سگ

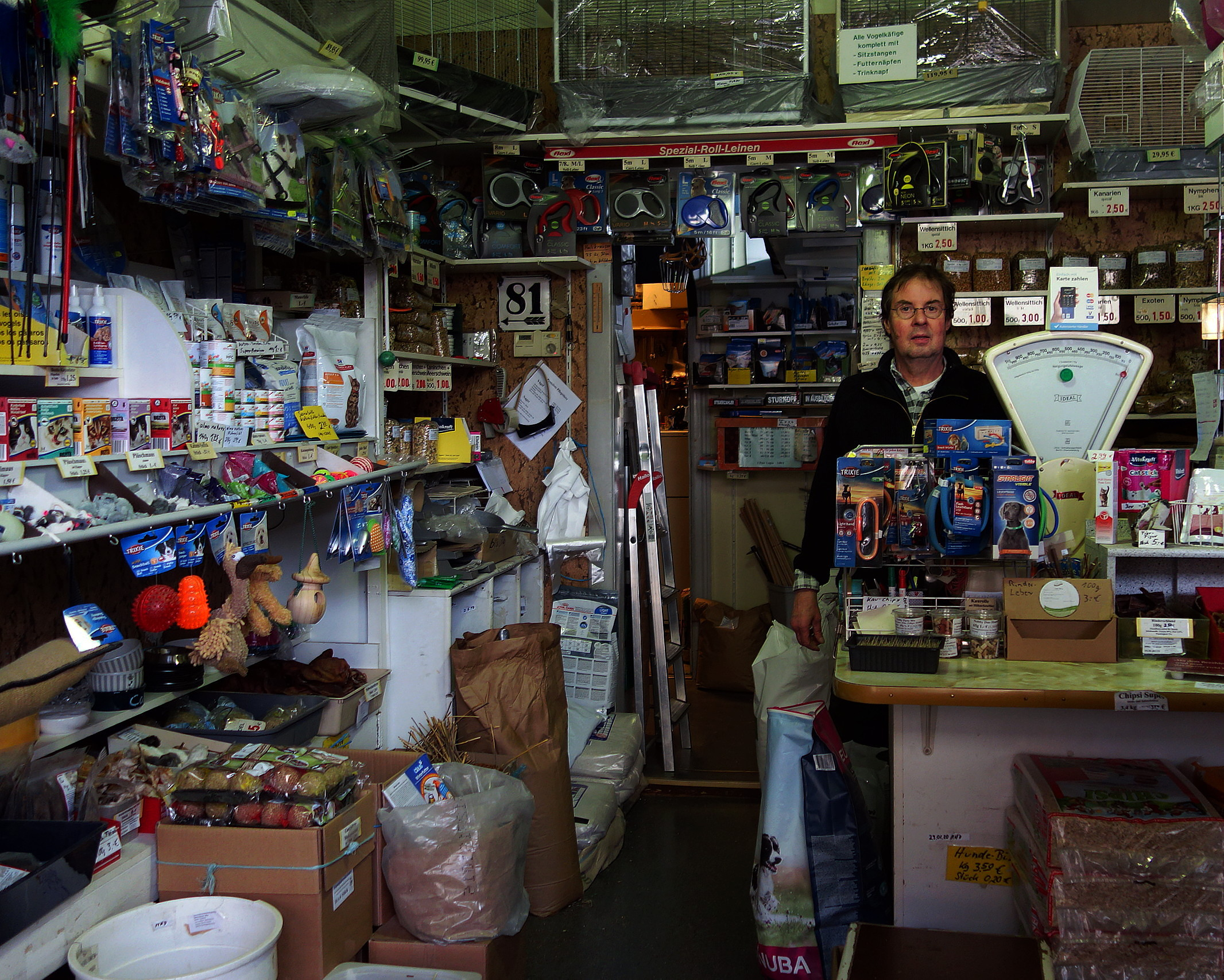
یک پت شاپ در شارلوتنبورک، برلین؛ ژانویه ۲۰۱۹

نگهداری از حیوانات خانگی نیازمند برخی از تجهیزات مربوط به آن حیوان است که می‌بایست از پت‌شاپ‌ها خریداری شود. خرید لوازم سرگرمی، پوشاک و خوراک حیوانات باعث افزایش کیفیت زندگی و طول عمر آن‌ها می‌شود. لوازم پت‌شاپ به علت وابستگی به واردات و تورم در ایران، دچار نوسان و تغییر می‌شود و ممکن است قیمت آن‌ها بالا و پایین شود. این یکی از اصلی‌ترین معایب راه اندازی پت‌شاپ است.

### لوازم سرگرمی
- همستربال
- چابکی سگ
- چابکی گربه
- همستر ویل (چرخ همستر)
- تاب پرنده
- نردبان پرنده
- تونل بازی (برای گربه‌ها و خرگوش‌ها)
- موش ژله‌ای (برای گربه‌ها)
- اسکرچر یا خراش‌دهنده گربه

#### لوازم پوشاک، نگهداری و بهداشتی
- سگ‌دانی
- قلاده (جانور)
- جمع‌آوری فضولات سگ
- پد ادرار حیوانات
- سینی ادرار
- جعبه خاک گربه
- خاک اتوماتیک گربه
- بند طوطی
- چادر طوطی
- در حیوانات خانگی
- دستکش ماساژ (دستکش مو جمع کن)
- برس حیوانات
- ظرف حمام پرنده
- حوله مخصوص حیوانات
- باکس حمل و نقل
- قفس پرنده
- قفس جونده (مانند قفس همستر یا قفس خرگوش)
- کمربند ایمنی حیوانات
- جلیقه پرواز
- صندلی ماشین حیوانات
- پوشال و خاک اره (برای بستر جونده‌ها)
- ناخن گیر حیوانات
- تور زنده گیر

#### لوازم خوراک و درمانی
- غذای حیوانات خانگی
- خوراک پرنده (ارزن، تخم آفتابگردان، پلت، سرلاک)
- شیرخشک حیوانات
- ووم، کنسرو و پوچ
- سنگ کلسیم یا سنگ مینرال
- بستنی گربه
- ظرف غذای تاشو
- پلت حیوانات
  - پلت جوندگان
  - پلت سگ و گربه
- پودینگ سگ و گربه
- تشویقی (Treat)
- کنسرو گربه
- آبخوری حیوانات
  - آبخوری پرنده
  - آبخوری ساچمه‌ای (مخصوص جونده‌ها)
  - آبخوری اتوماتیک گربه
- مولتی ویتامین سگ و گربه
- مکمل پودری حیوانات
- غذای خشک حیوانات
- قرص ضد انگل
- شامپو ضد انگل
- اسپری ضد شپش حیوانات
- مسواک انگشتی
- خمیر دندان آنزیمی حیوانات
- قرص مراقبت از دندان
- خمیر تقویت کننده استخوان
- قرص تقویت کننده پوست و مو
- پودر آرامبخش حیوانات خانگی
- پودر کلسیم و اسید آمینه
- خمیر مینرال
- روغن ماهی حیوانات
- ماست گربه
- کرم محافظ پنجه